# 모리스 피터슨
모리스 러셀 피터슨 주니어(Morris Russell Peterson Jr., 1977년 8월 26일 ~ )는 은퇴한 미국의 프로 농구 선수이다. 그는 또한 인디애나 페이서스와 뉴욕 닉스의 전 선수 조너선 벤더의 사촌이기도 하다.

## 대학 경력
미시간주 플린트에서 태어난 피터슨은 미시간 주립 대학교에서 대학 농구를 활약하고 2000년 NCAA 타이틀로 그들을 이끈 도움을 주었다.
대학에서 자신의 시니어 해에 피터슨은 득점, 필드골 퍼센티지와 프리스로 퍼센티지에서 팀을 이끌었다. 그는 팀의 사상 30의 두 자리의 수 득점 성과들을 가졌다. 그는 "올해의 빅텐 선수"와 "퍼스트 팀 올빅텐"으로 투표되었고, 5개의 다른 투표들에서 퍼스트 혹은 세컨드 팀의 올아메리칸 선수로서 놓였다.
그는 2000년 NBA 드래프트에서 토론토 랩터스에 의하여 전체 21위로 선발되어 자신의 첫 3개의 시즌 동안 그들의 경기의 다수에서 출발 선수였다. 2009년 1월 17일 미시간 주립 대학교는 일리노이 파이팅 일리니를 상대로 자신들의 경기가 있기 전에 대학의 다른 사상 거대한 선수들과 함께 그의 등번호 42를 영구 결번 시켰다.

## NBA 경력

### 토론토 랩터스
2000년 랩터스에 의하여 첫 라운드에서 드래프트된 피터슨은 자신이 당판에 걸은 순간으로부터 팬들의 총아가 되었다. 자신의 프로 경력에서 어떤 초기의 성공을 즐기는 동안 피터슨의 상연은 안내된 랩터스의 소년들의 새로운 시기의 자국을 좇아서 올라가기 전에 확고한 쇠퇴를 향하여 더욱 팽창력 있는 지도 역할을 고용하고 자신을 엘리트층 주변의 방어자, 위험한 상연자와 견실한 득점자로 변형시켰다.
2005년 12월 28일 피터슨은 랩터스의 선수로서 활약한 경력 경기들의 기록을 세워 418개의 경기들과 함께 앨빈 윌리엄스를 앞섰다. 피터슨은 또한 2006년 4년 동안 자신의 첫 경기를 놓칠 때까지 371개의 연속적 경기 출연의 최장기적 경기들을 활약하면서 NBA를 이끌기도 하였다.
피터슨은 2005년 ~06년 시즌에 활약한 82개의 경기들을 통하여 경력 사상의 포인트와 리바운드를 게시하고, 한 경기에 16.8 포인트와 4.6 리바운드를 평균하고 2.3 어시스트에서 던졌다.
아마 그의 경력의 가장 큰 하이라이트는 2007년 3월 30일 워싱턴 위저즈를 상대로 2개의 팀들의 플레이오프 시드를 결심시킨 경기에서 일어났다. 랩터스는 3.8초 만이 남으면서 190 대 106으로 추적하였다. 워저즈의 마이클 러핀은 풀코트 패스를 가로 막고, 시간이 다 되게 공을 공중 높이로 던져 올렸다. 그러나 공은 그의 손들로부터 미끄러지고, 높이 충분치 않게 던져졌다. 피터슨이 공을 잡고 "아베 마리아"의 3 포인트 슛을 쏘아 연장 경기 시간을 경기를 보내는 데 그것을 가라앉히면서 아직도 시계에 충분한 시간이 남았다. 피터슨은 4번째 쿼터에서 9.3초 만이 남으면서 자신의 첫 교대와 함께 경기에서 55초 만을 활약하였다. 랩터스는 위저즈를 123 대 118로 꺾었다.
브라이언 콜란젤로를 계약한 후, 랩터스의 개조하는 진행이 피터슨을 포함하려고 하지 않은 것 같아 보였다. 그 일은 그가 사라질 2007년 여름에 그의 계약이 만기 되기 전에 시간의 문제일 뿐이었다.

### 뉴올리언스 호니츠
2007년 7월 13일 뉴올리언스 호니츠는 2천 3백만 달러의 가치에 피터슨을 4년 계약으로 맺었다.

### 오클라호마시티 선더
2010년 7월 8일 호니츠는 그해의 드래프트에서 전체 11위 선발 선수 콜 올드리치와 더불어 피터슨을 2명의 첫 라운드 드래프트의 선발 선수들(21위의 크레이크 브래킨스와 26위의 퀸시 폰덱스터)을 위하여 오클라호마시티 선더로 이적시켰다.

### 샬럿 밥캐츠
2011년 2월 24일 피터슨은 나지 모하메드를 위한 교환에서 D. J. 화이트와 함께 샬럿 밥캐츠로 이적되었다. 자신의 계약이 밥캐츠에 의하여 손떼게 되면서 그는 4일 후에 포기되었다.

## 방송 경력
2015년 1월 14일 TSN은 분석자로서 피터슨이 자신들의 방송 팀에 가입할 것이라고 공고하였다. 랩터스의 경기들의 네트워크의 일관 프로를 위하여 피터슨은 TSN 스튜디오와 캐나다 토론토의 에어 캐나다 센터에 있는 현장 둘다에서 잭 암스트롱, 리오 로틴스, 맷 데블린과 로드 블랙의 TSN 방송 팀에 가입하였다. 피터슨은 스포츠센터를 위하여 분석을 연설하고 네트워크의 확장된 NCAA 보도를 통하여 나올 것이었다. 2017년으로 봐서 피터슨은 더 이상 TSN에 분석자가 아니다.

## 영예
- 2006년 3월 31일 피닉스 선스와 경기에서 경력 사상 38 포인트를 득점
- 2000년 토론토 랩터스에 의하여 첫 라운드의 드래프트 선택 (전체 21위)
- 2005년 4월 3일 디트로이트 피스턴스와 경기에서 자신의 800번째 경력 3 포인트 필드골을 기록
- 그해 4월 8일 경력 사상 14 리바운드
- 2006년에 끝난 371개와 함께 활약한 최장기 활동 연속 경기 보유
- 활약한 경기(542)와 3 포인트 필드골(801)을 위한 랩터스 경력 기록 보유